# Donieber Alexander Marangon
Donieber Alexander Marangon (Jundiaí; 22 de octubre de 1979), más conocido como Doni, es un exfutbolista brasileño. Jugaba como portero y su último equipo fue el Botafogo S. P..

## Trayectoria

### A. S. Roma
La llegada de Doni al equipo Giallorossi fue un ejemplo de algo que parece tornarse una costumbre nueva en los equipos italianos: el desplazar a porteros locales por porteros brasileños; tal como fue el caso de Dida en el AC Milan o Julio César del Inter Milan.
Al principio Doni encontró bloqueada su participación en el AS Roma por el internacional Sub-21 Gianluca Curci, y fue restringido de la liga para solo jugar en la participación de la Copa de la UEFA. Sin embargo, después de una excelente participación en un partido de liga, tomó el lugar de Curci y ahora es el titular en la Serie A.
En su segunda temporada en la Serie A, demostró ser uno de los mejores porteros del campeonato (exceptuando el haber recibido 7 goles por el Manchester United en la segunda vuelta de los cuartos de final de la Champions League), ello le colaboró para que tuviera su primer partido con la Selección Brasileña de Fútbol ante Turquía en Dortmund el 5 de junio de 2007.

### Liverpool F. C. y Botafogo
En 2011 el guardameta internacional brasileño abandona tras seis temporadas la Roma para firmar contrato con el Liverpool. Sin embargo nunca volvería al nivel mostrado años antes en la As Roma. Se terminaría marchando un año después al Botafogo de la Serie A Brasilera, en donde se retiraría el año 2014.

## Selección nacional
Debutó con la selección brasileña el 5 de junio de 2007 en un partido amistoso frente a Turquía en Dortmund, Alemania. Disputó la Copa América 2007; en la cual fue nombrado el primer portero de la selección supliendo a Hélton. En esta se destacó con buenas atajadas, incluyendo dos penales parados en la semifinal contra Uruguay en la tanda de penales, aunque también tuvo errores en el primer partido contra México.
Doni fue convocado para los primeros partidos de la eliminatoria sudamericana contra Colombia y Ecuador, pero quedó de portero suplente detrás de Júlio César, quien no recibió ningún gol en los dos partidos. Fue suplente ante la selección de Perú, quien empató 1-1 con goles de Kaká y Juan Manuel Vargas.

### Participaciones en Copa América
| Copa              | Sede      | Resultado | Partidos | Goles |
| ----------------- | --------- | --------- | -------- | ----- |
| Copa América 2007 | Venezuela | Campeón   | 6        | -5    |

### Participaciones en Copas del Mundo
| Copa              | Sede      | Resultado        | Partidos | Goles |
| ----------------- | --------- | ---------------- | -------- | ----- |
| Copa Mundial 2010 | Sudáfrica | Cuartos de final | 0        | 0     |

## Estadísticas

### Clubes
| Club | Div.          | Temporada     | Liga  | Liga  | Copas nacionales(1) | Copas nacionales(1) | Otros | Otros | Torneos internacionales(2) | Torneos internacionales(2) | Total | Total |
| Club | Div.          | Temporada     | Part. | Goles | Part.               | Goles               | Part. | Goles | Part.                      | Goles                      | Part. | Goles |
| --- | ------------- | ------------- | ----- | ----- | ------------------- | ------------------- | ----- | ----- | -------------------------- | -------------------------- | ----- | ----- |
| S. C. Corinthians · Brasil | 1.ª           | 2001          | 9     | 0     | 1                   | 0                   | —     | —     | 4                          | 0                          | 14    | 0     |
| S. C. Corinthians · Brasil | 1.ª           | 2002          | 24    | 0     | 6                   | 0                   | —     | —     | 6                          | 0                          | 36    | 0     |
| S. C. Corinthians · Brasil | 1.ª           | 2003          | 26    | 0     | 7                   | 0                   | —     | —     | 5                          | 0                          | 38    | 0     |
| S. C. Corinthians · Brasil | Total club    | Total club    | 59    | 0     | 14                  | 0                   | —     | —     | 15                         | 0                          | 88    | 0     |
| Santos F. C. · Brasil | 1.ª           | 2004          | 0     | 0     | 0                   | 0                   | —     | —     | 0                          | 0                          | 0     | 0     |
| Cruzeiro E. C. · Brasil | 1.ª           | 2004          | 6     | 0     | 4                   | 0                   | —     | —     | 7                          | 0                          | 17    | 0     |
| E. C. Juventude · Brasil | 1.ª           | 2005          | 20    | 0     | 4                   | 0                   | —     | —     | 5                          | 0                          | 29    | 0     |
| A. S. Roma · Italia | 1.ª           | 2005-06       | 28    | 0     | 4                   | 0                   | —     | —     | 4                          | 0                          | 36    | 0     |
| A. S. Roma · Italia | 1.ª           | 2006-07       | 32    | 0     | 3                   | 0                   | —     | —     | 10                         | 0                          | 45    | 0     |
| A. S. Roma · Italia | 1.ª           | 2007-08       | 37    | 0     | 1                   | 0                   | —     | —     | 9                          | 0                          | 47    | 0     |
| A. S. Roma · Italia | 1.ª           | 2008-09       | 29    | 0     | 1                   | 0                   | —     | —     | 8                          | 0                          | 38    | 0     |
| A. S. Roma · Italia | 1.ª           | 2009-10       | 7     | 0     | 3                   | 0                   | —     | —     | 4                          | 0                          | 14    | 0     |
| A. S. Roma · Italia | 1.ª           | 2010-11       | 16    | 0     | 1                   | 0                   | —     | —     | 2                          | 0                          | 19    | 0     |
| A. S. Roma · Italia | Total club    | Total club    | 149   | 0     | 13                  | 0                   | —     | —     | 37                         | 0                          | 199   | 0     |
| Liverpool F. C. Inglaterra | 1.ª           | 2011-12       | 4     | 0     | 0                   | 0                   | 0     | 0     | 0                          | 0                          | 4     | 0     |
| Liverpool F. C. Inglaterra | 1.ª           | 2012-13       | 0     | 0     | 0                   | 0                   | 0     | 0     | 0                          | 0                          | 0     | 0     |
| Liverpool F. C. Inglaterra | Total club    | Total club    | 4     | 0     | 0                   | 0                   | 0     | 0     | 0                          | 0                          | 4     | 0     |
| Total carrera | Total carrera | Total carrera | 238   | 0     | 35                  | 0                   | 0     | 0     | 64                         | 0                          | 336   | 0     |
| (1) Incluye datos de la Copa de Brasil, Copa Italia, Supercopa de Italia y FA Cup. (2) Incluye datos de la Copa Libertadores, Liga de Campeones y Liga Europa. |               |               |       |       |                     |                     |       |       |                            |                            |       |       |

## Palmarés

### Campeonatos regionales
| Título              | Club              | Sede      | Año  |
| ------------------- | ----------------- | --------- | ---- |
| Campeonato Paulista | S. C. Corinthians | São Paulo | 2003 |

### Campeonatos nacionales
| Título              | Club              | País       | Año  |
| ------------------- | ----------------- | ---------- | ---- |
| Copa de Brasil      | S. C. Corinthians | Brasil     | 2002 |
| Copa Italia         | A. S. Roma        | Italia     | 2007 |
| Supercopa de Italia | A. S. Roma        | Italia     | 2007 |
| Copa Italia         | A. S. Roma        | Italia     | 2008 |
| Copa de la Liga     | Liverpool F. C.   | Inglaterra | 2012 |

### Campeonatos internacionales
| Título       | Club                | Sede      | Año  |
| ------------ | ------------------- | --------- | ---- |
| Copa América | Selección de Brasil | Venezuela | 2007 |

### Distinciones individuales
| Distinción                      | Año  |
| ------------------------------- | ---- |
| Equipo ideal de la Copa América | 2007 |